# Madoryx oiclus
Madoryx oiclus este o specie de molie din familia Sphingidae. Este întâlnită din  Surinam, Guiana Franceză și Venezuela până în Costa Rica. A fost de asemenea observată și în Paraguay, Argentina și Bolivia. 

## Descriere
Anvergura este de 76-93 mm. 

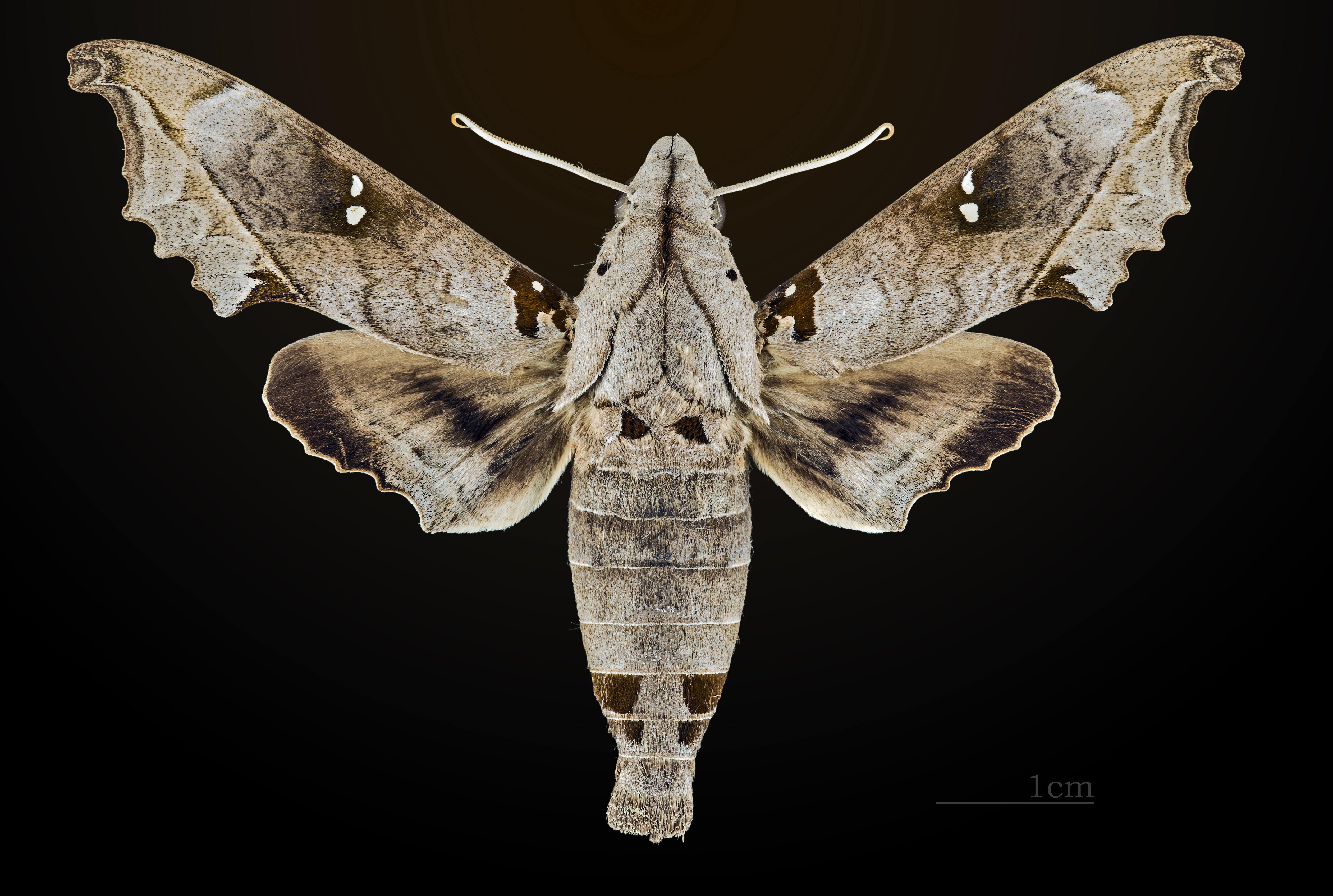
♂ MHNT
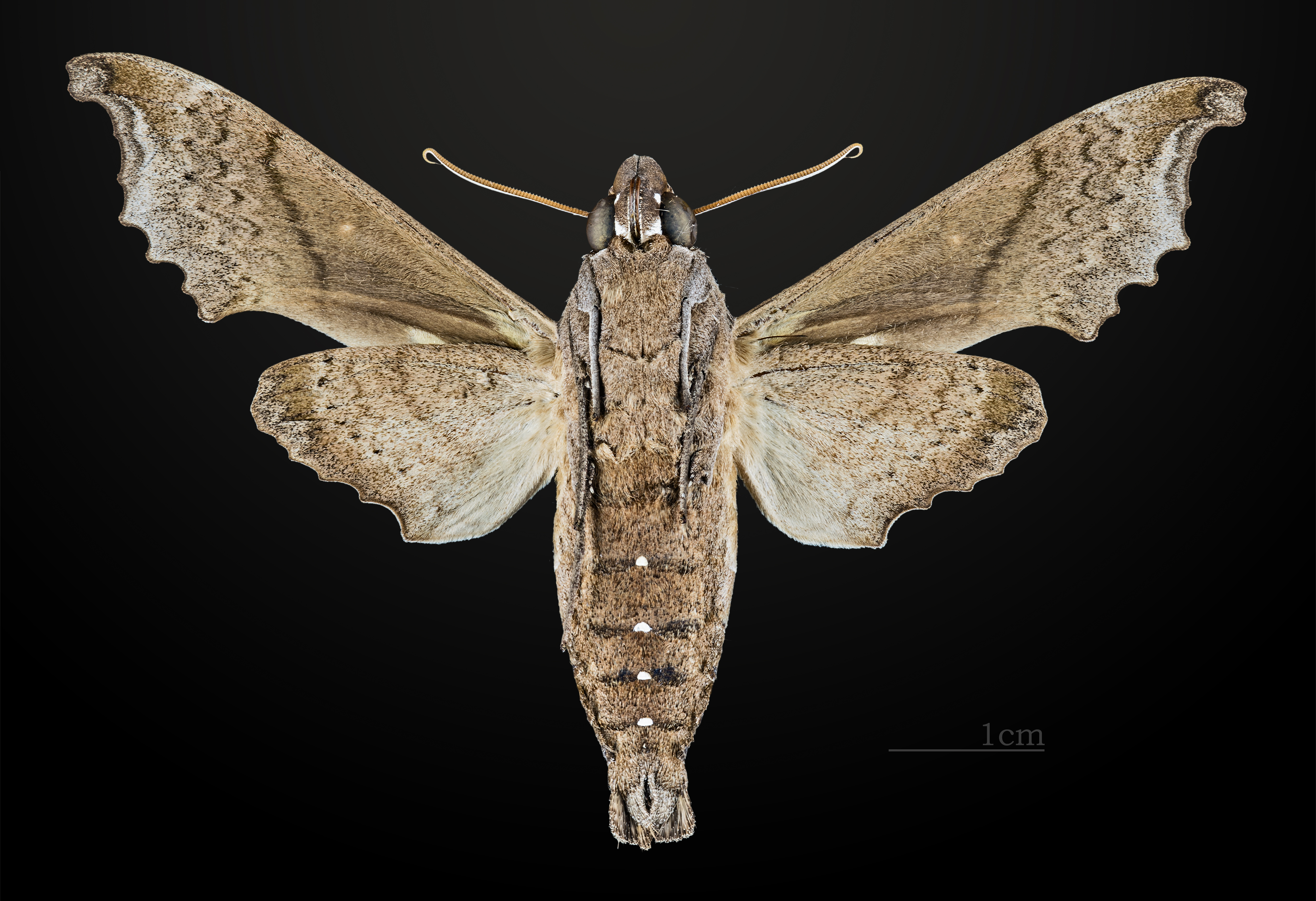
♂ △ MHNT
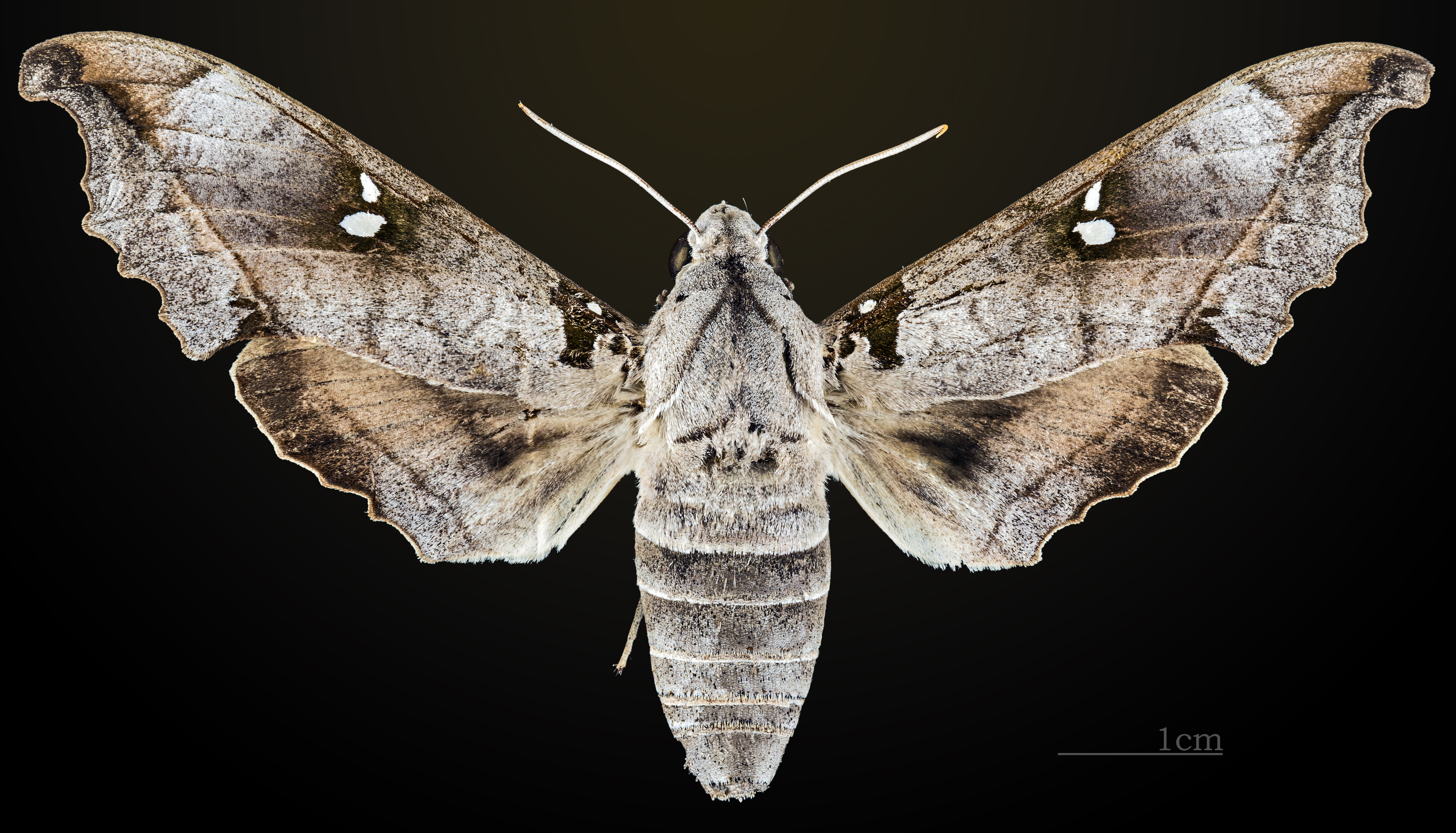
♀ MHNT
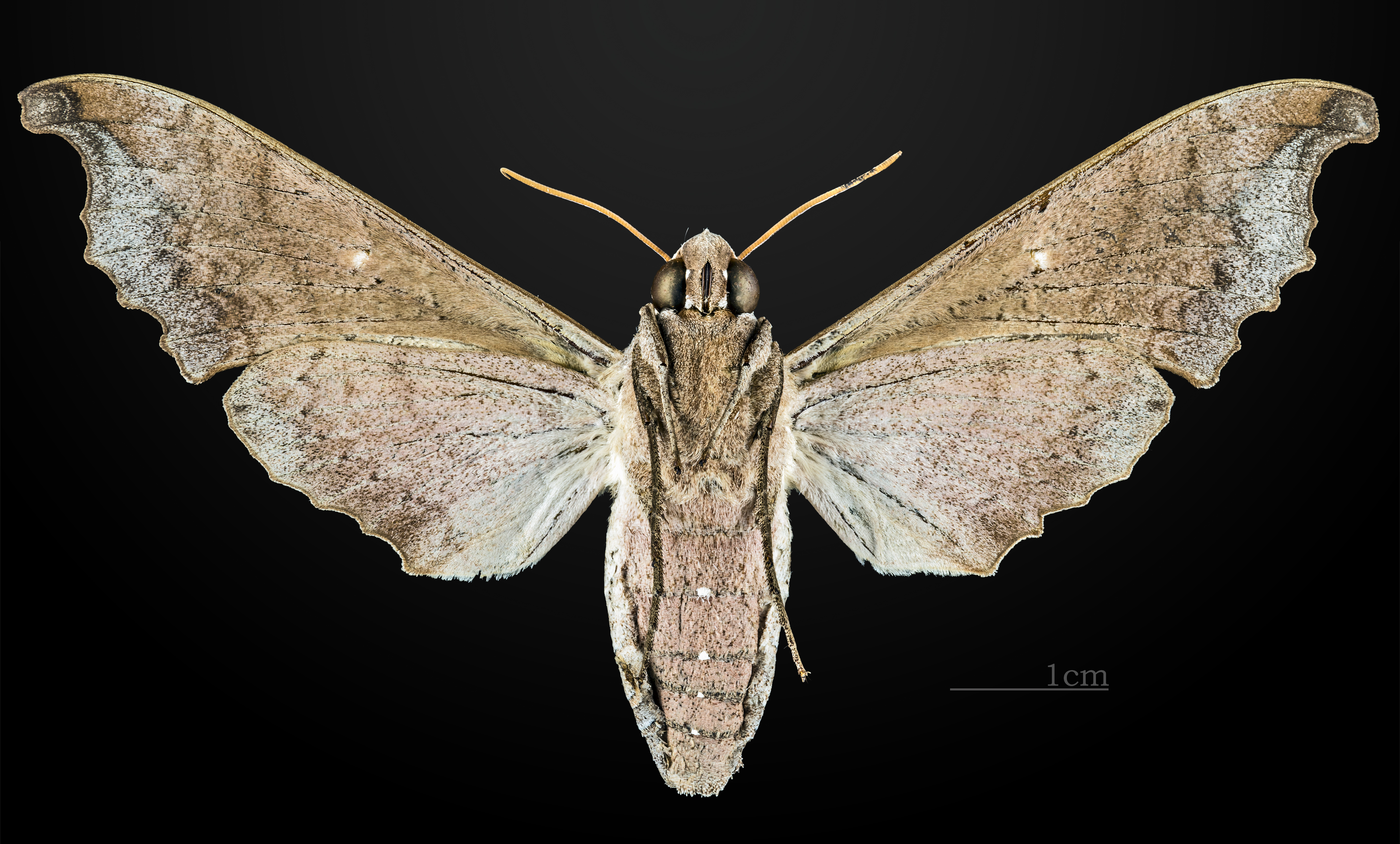
♀ △ MHNT

## Biolgie
Adulții zboară tot anul. 
Larvele au ca principală sursă de hrană speciile Rehdera trinervis și Crescentia alata. 

## Subspecii
- Madoryx oiclus oiclus (Paraguay, Argentina și Bolivia, Suriname, Guia Franceză și din Venezuela până în Costa Rica)
- Madoryx oiclus jamaicensis Neidhoefer, 1968 (Jamaica)